# 托納卡西瓦特爾
托纳卡西瓦特尔（古典纳瓦特尔语: Tonacacihuātl [toːnakaˈsiwaːt͡ɬ]）是阿兹特克神话中掌管生育、创造的女神。她亦是丰收之神，并使地球宜居。大多数殖民时期的手稿表示她与奥梅特奥特尔为同一神 。托纳卡西瓦特尔同时也是托纳卡特库特利的伴侣 。她也被成为伊卢伊卡西瓦特尔（Ilhuicacihuātl）或者天堂上的女神（Heavenly Lady）。

## 名称
其名由纳瓦特尔语中的 "tōnacā" 和 "cihuātl"二词组成 。其中"cihuātl"意为“女性”或“女神”， 而“tōnacā”解释众多：部分人将其读作“tonacā”（无长音o），由“nacatl”（意为“人肉”或者“食物”）与“to”（“我们”的所有格）组成，依此解释之，其意即为“食物的女神”或者“肉体的女神”，其中最常见的解释为“营养的女神” 。另外，“tōnac”意为“丰收”，故其亦被视为“丰收的女神”。

## 起源和角色
托纳卡西瓦特尔是中部美洲宗教中墨西哥中心文化的创造神 。据里奥斯手抄本、墨西哥人绘画历史、《墨西哥历史》（Histoyre du Mechique）以及佛罗伦萨手抄本记载， 托纳卡西瓦特尔和她的伴侣托纳卡特库特利一同居住在奥梅约坎（即第十三重天，人类的灵魂从此地降临到地球上） 。托纳卡特库特利亦与生育有关，其形象出现在前哥伦布时期一些有关生殖的艺术作品中。据佛罗伦萨手抄本的记载，阿兹特克的接生人员会在新生儿洗浴过后告诉他们：“你创生于九重天之上的第十三重天（place of duality），由你的父亲和母亲——奥梅特库特利（Ōmetēuctli）与奥梅西瓦特尔（Ōmecihuātl）塑造”。
根据1629年埃尔南多·鲁伊斯·德阿拉尔孔的记载，在一个将玉米种子献给神灵特拉尔特库特利的仪式中，萨满祭司使用了托纳卡西瓦特尔女神的名字（"nohueltiuh Tōnacācihuātl"，意为“我的姐妹，托纳卡西瓦特尔”）。
在奇马尔波波卡手抄本中，奥梅特库特利（Ōmetēuctli）与奥梅西瓦特尔（Ōmecihuātl）常在祭祀中向克特萨尔科瓦特尔（即羽蛇神）祷告。